# Lelle 22
Lelle 22 est un immeuble de grande hauteur construit dans le   district de Kesklinn à Tallinn, en Estonie.

## Présentation
Dans la zone située entre Pärnu maantee et Järvevana tee, sur le terrain de l'ancienne laiterie Tere, se trouve un quartier d'affaires où il est prévu de construire 4 immeubles de grande hauteur dont les deux premiers Lelle 22 et Lelle 24 ont été livrés en 2015. 
Lelle 22 est un immeuble de bureaux de 14 étages situé près de la route Järvevana tee. 
L'immeuble de bureaux Lelle 22 compte 14 étages, son locataire principal est Eesti Energia.
Les espaces de bureaux sont situés aux étages 2 à 14 et le centre de conférence au premier étage.
Lelle 22 a une surface brute de 14 000 m2.